# Nicrophorus antennatus
Nicrophorus antennatus es una especie de coleóptero polífago de la familia Silphidae. El primero en describirla científicamente fue Edmund Reitter en 1884.